# Amethysphaerion trinidadense
Amethysphaerion trinidadense là một loài bọ cánh cứng trong họ Cerambycidae.